# Акциз
Акцизите са една от най-старите форми на облагане с косвени данъци. Въведени още през 17 век, те представляват надбавка към цената на стоката, която потребителят заплаща при покупката. Това именно ги прави лесна за администриране данъчна форма.
Когато изучава прилагането на акцизите, Адам Смит пише:
„Мотив за използването на акцизите трябва да бъде само стремежът да се ограничи потреблението на вредни за здравето и морала и разточителни стоки и услуги“.
Акцизите са наричани още „данъци на греха“. Впоследствие с увеличаване потребностите на държавния бюджет с акцизи се облагат все по-широк кръг от стоки. Така постепенно те се превръщат в универсален оборотен данък. След появата на оборотните данъци акцизите отново се възраждат със старото си класическо предназначение.

## В България
В България (1948 г.) акцизът е отменен като самостоятелна форма и е включен в състава на данъка върху оборота. През 1988 г. акцизът се възстановява и се прилага в обща законова уредба заедно с данъка върху оборота (ЗДОА). При този закон стоките се облагат или с акциз, или с данък върху оборота. От 1 април 1994 г. са в сила 2 самостоятелни закона — Закон за акцизите и Закон за ДДС. При тях акцизните стоки се облагат и с ДДС. От 1 януари 2006 г. Законът за акцизите е заменен с новия Закон за акцизите и данъчните складове.

## Функции на акциза
Акцизите изпълняват 3 основни функции в икономическата система.
1. Фискална функция – основен мотив за облагане с акциз.
2. Регулираща функция – класическа функция на акциза, регулираща производството на акцизни стоки, като „натоварва“ техните цени.
3. Статистико-контролна функция – чрез постъпленията от акцизните плащания в държавния бюджет се получава информация за количеството на легално-произвежданите акцизни стоки и услуги.

## Начини за облагане с акциз
Използват се различни начини за облагане с акциз.
1. Облагане на площите, засети с култури, от които се добиват акцизни стоки -като лозя, тютюневи ниви, захарно цвекло и други. Платеният акциз се включва в цената на материалите и суровините.
2. Облагане на суровини и материали за производство на акцизни стоки.
3. Облагане на съоръжения и инсталации, с които се произвеждат стоки, облагани с акцизи.
4. Облагане на готовите изделия – често с бандерол, както напр. цигарите и алкохолът в България.

## Данъчен размер
Данъчният размер и вида на акциза при различните акцизни стоки са различни.
1. Пиво – в абсолютна сума в левове за литър на база екстрактно съдържание, определено в тегловни проценти.
2. Вина – като абсолютна сума в левове за един литър.
3. Спиртни напитки – абсолютна сума в лв. за всеки обемен % действително алкохолно съдържание на литър.
4. Цигари – в абсолютна сума в левове за един къс цигари плюс % спрямо продажната цена.
5. Вина и ракии, произведени от собствени суровини – в абсолютна сума на литър вино и алкохолен градус ракия.
6. Хазартни игри – в абсолютна сума на тримесечие на всеки игрален автомат, маса и други игрални съоръжения.
7. Стоките и услуги от внос – митническата стойност, увеличена с митата и митническите такси.
8. Лотарии и томболи – в % от реализираните приходи.
9. Течни горива – в левове за един тон.

## Акцизни стоки
Акцизни са тези стоки, които подлежат на облагане с акциз.
В България акцизните стоки са изброени в чл. 2 от Закона за акцизите и данъчните складове.
Чл. 2. На облагане с акциз подлежат:
1. алкохолът и алкохолните напитки;
2. тютюневите изделия;
3. (доп. – ДВ, бр. 105 от 2006 г., в сила от 1 януари 2007 г.) енергийните продукти и електрическата енергия;
4. (отм. – ДВ, бр. 109 от 2007 г., в сила от 1 януари 2008 г.)
5. (отм. – ДВ, бр. 44 от 2009 г., в сила на 1 януари 2010 г.)